# النظام الغذائي الخاص بالكربوهيدرات
النظام الغذائي الخاص بالكربوهيدرات (SCD) هو نظام غذائي مقيد، وخالي من الغلوتين حيث لا يسمح فيه بالحبوب، أنشئ في الأساس لإدارة مرض الاضطرابات الهضمية مما يحد من استخدام الكربوهيدرات المعقدة (السكريات الثنائية والسكريات المتعددة)، ويُسمح بأحادي السكريات في الأطعمة المختلفة التي تشمل السمك والجبن والعسل، وتشمل الأطعمة المحظورة الحبوب الغذائية والبطاطا ومنتجات الألبان المحتوية على اللاكتوز.

## الأصول
في عام 1924 وصف Sidney V. Haas (سيدني في هاس 1870-1904) أول نظام غذائي خاص بالكربوهيدرات لعلاج الأطفال المصابين بمرض الاضطربات الهضمية؛ وكان ذلك نظام الموز الغذائي. عمل هاس على التجربة مع عشرةِ أطفال، نجحت التجربة مع ثمانية أطفال منهم وتوفي الطفلان الآخران. وكان نظام الموز الغذائي الخاص بالكربوهيدرات الركيزة الأساسية لعلاج الاضطرابات الهضمية لعقود حتى تسبب نقص الخبز الذي سببته الحرب العالمية الثانية بهولندا بتحسين الأطفال المصابين بالاضطرابات الهضمية، مما أدى لعزل بروتينات القمح وليس النشويات- كمسبب لمرض الاضطرابات الهضمية.
```
وقبل نظام الموز الغذائي الخاص بالكربوهيدرات، توفي طفل من أصل أربعة أطفال مصابين بالاضطرابات الهضمية. وبعد المزيد من البحوث، وصف هاس في كتابه الطبي عام 1951 «The Management of Celiac Disease إدارة مرض الاضطرابات الهضمية» النظام الغذائي الخاص بالكربوهيدرات كعلاجٍ لمرض الاضطرابات الهضمية ومرض 
التهاب الأمعاء
(IBD) لم يتقبل هاس أبداً نتيجة أنّ غلوتين القمح هو الجزء الضار من القمح، بل أصر على أنه 
النشا
، وسمى اكتشاف الغلوتين ب «الخدمة السيئة».
```